# Música new-age
La música new-age, de vegades anomenada música de l'espai, és un estil generalment molt melòdic i sovint totalment instrumental. Tot i així, les fronteres d'aquest gènere són bastant borroses i definir-lo de manera precisa és prou difícil. Entre els seguidors, classificar certs grups o àlbums com a música new-age és, de vegades, una font de controvèrsia. Molts artistes, en part basant-se en l'afiliació amb la ideologia new-age, han declarat que no consideraven que la seva música pertanyés a aquest estil.
Una forta proporció de les obres qualificades de new-age són electròniques i instrumentals, sovint basades en acompanyaments poc contrastats, o llargs passatges amb programes seqüenciadors. Poden ser habituals obres molt llargues, de 20 minuts o més. Els arranjaments vocals i la utilització d'instruments acústics són més rars. De vegades són utilitzades gravacions de sorolls naturals com a introducció en una pista o en tot el tros. Aquests recursos s'apliquen igualment a molts gèneres secundaris de la música ambiental, i no hi ha cap frontera definida entre la música ambiental i la música new-age.
L'àlbum Ray Of Light de Madonna va popularitzar àmpliament la música new-age.

## Definicions
Hi ha tres principals tendències, cadascuna de les quals posseeix la seva pròpia concepció del que és la música new-age i quins artistes en són els seus representants:
- La música new-age és una branca de la música electrònica que inclou la música melòdica i no ballable, amb diferents tipus d'arranjaments; estaria en oposició als típics models de música de ball com el tecno i els seus gèneres secundaris, la música electrònica experimental que pot ser poc melòdica, i diversos estils de música ambiental. Segons aquest punt de vista, els artistes més representatius serien: Enigma, Enya, Loreena McKennitt, Elements City, Jean Michel Jarre, Angel Rada, Kitaro, Mike Oldfield, Deep Forest, Popol Vuh, Klaus Schulze, Stone Age, Suzanne Ciani, Lesiëm, Jean Ven Robert Hal, Tangerine Dream, Vangelis i Yanni.
- La música new-age és una branca de la música electrònica habitual en propostes musicals per a la meditació o de relaxació, que sovint es venen en llibreries new-age i altres botigues de música especialitzada. Aquestes obres són principalment tranquil·les, melòdiques i poden catalogar-se com una mica monòtones. Anugama, Cusco, David Arkenstone, Gandalf, Karunesh, Lesiëm, Kitaro i Space en serien models. L'exactitud d'aquesta definició pot ser qüestionada, ja que pràcticament tots els artistes esmentats en l'anterior tendència han tret peces musicals que estilísticament són properes a propostes de meditació.
- És una música electrònica melòdica, tranquil·litzadora, amb un caràcter suau, amb acompanyaments de ressonàncies àmplies, relativament simples, i caracteritzada per tenir una durada força llarga. Aquesta definició igualment no és precisa. Tanmateix, és una opinió força generalitzada. Segons aquesta definició, alguns àlbums de Vangelis i de Tangerine Dream es poden anomenar música new-age, però no tot el que fan té el segell new-age, ja que el seu repertori està molt diversificat. Igualment, la música de Suzanne Ciani és new-age, però les de Klaus Schulze i d'Enya probablement no ho són, perquè tots dos tenen un estil molt diferent, diferent de la música electrònica genèrica, melòdica i tranquil·litzadora.

## Influències i temes
Les influències més importants i evidents són la música electrònica, la música clàssica europea, els pioners de la música ambiental com Brian Eno i Popol Vuh, la música ètnica i músiques del món, i artistes com Klaus Schulze, i Krautrock.
La música minimalista de Terry Riley i Steve Reich també ha influït, i artistes com Tony Conrad i La Monte Young que han utilitzat bordons des de començament dels anys 1960. La recuperació d'interès per al cant gregorià durant la segona meitat del segle xx també ha estat un referent per a la música new-age.
Els temes populars en la música new-age inclouen el medi ambient i la naturalesa o l'espai i el cosmos (Music-Synthese), la salut, l'harmonia amb ell mateix i amb el món, els somnis i els viatges de l'ànima o de l'esperit. GENE ha produït una sèrie d'àlbums que descriuen musicalment llocs com l'oceà Pacífic i les illes mediterrànies, i un CD especial contenint gravacions dels sons de cada oceà. El grup Software ha tret diversos àlbums que destaquen específicament el caràcter electrònic de la música, com són els casos de Chip Meditation, Electronic Universe (tots dos amb dues parts) i Digital Dance.
Els títols de la música new-age són habitualment de tipus descriptiu, com per exemple:
- Principles of Lust (Principis de cobdícia) d'Énigma.
- Purple Dawn (Alba porprada) d'Anugama.
- Shepherd Moons (Llunes del pastor) d'Enya.
- Straight' the Way to Orion (Camí directe cap a Orió) de Kitaro.
- The Quiet Self (L'individu tranquil) de Gregorian.
- One Deep Breath (Una Respiració Profunda) de Bradley Joseph.